# Skandal w Izbie Gmin Kanady
Skandal w Izbie Gmin Kanady – skandal polityczny w Kanadzie, do którego doszło w 2023 roku w związku z uhonorowaniem w Izbie Gmin weterana Waffen-SS Jarosława Hunki.
22 września 2023 roku Jarosław Hunka, obywatel Kanady pochodzenia ukraińskiego, który w czasie II wojny światowej służył w 14 Dywizji Grenadierów SS (potocznie nazywanej SS „Galizien”), został zaproszony do Izby Gmin Kanady, gdzie był uhonorowany przez spikera parlamentu Anthony’ego Rotę, wybranego z okręgu wyborczego, w którym mieszka weteran. Hunka otrzymał dwie owacje na stojąco od wszystkich członków Izby, w tym premiera Kanady Justina Trudeau, innych liderów partii i odwiedzającego Kanadę prezydenta Ukrainy Wołodymyra Zełenskiego.
O służbie Hunki w Waffen-SS poinformował początkowo tygodnik „The Forward”, który zacytował tweeta naukowca Iwana Kaczanowskiego. Historię podchwyciły następnie kanadyjskie media, przyciągając do sprawy międzynarodową uwagę.
Incydent, postrzegany jako polityczna gafa i skandal, określany jednym z najbardziej żenujących momentów w historii Kanady, został wykorzystany przez władze rosyjskie do uzasadniania dalszego prowadzenia wojny na Ukrainie, która została rozpoczęta m.in. pod pretekstem „denazyfikacji”. Rota zrezygnował z funkcji spikera Izby Gmin pięć dni później, a Izba jednogłośnie przyjęła uchwałę o potępieniu nazizmu i wycofaniu swojego uznania dla Hunki. Premier Trudeau i inni członkowie kanadyjskiego rządu przeprosili światową społeczność żydowską, a temat podejrzanych o zbrodnie wojenne naturalizowanych obywateli Kanady ponownie stał się przedmiotem zainteresowania opinii publicznej w tym kraju.

## Tło

### Jarosław Hunka
Jarosław Ilkowycz Hunka (ukr. Ярослав Ількович Гунька, ur. 19 marca 1925 w Urmaniu) zgłosił się na ochotnika do 14 Dywizji Grenadierów SS w 1943 roku, gdy miał 18 lat. Według Hunki powodem jego zaciągnięcia się było wezwanie Ukraińskiego Komitetu Centralnego do walki o ideę „Zjednoczonej Ukrainy” Znane są jego zdjęcia wykonane podczas szkolenia wojskowego w Monachium i Neuhammer (obecnie Świętoszów).
W 1944 roku Hunka został wysłany do walki przeciwko Armii Czerwonej na froncie wschodnim. Dominique Arel, dyrektor studiów ukraińskich na Uniwersytecie w Ottawie, powiedział dla stacji CBC News, że do dywizji przyciągnięto tysiące ukraińskich ochotników i że wielu z nich pragnęło, aby ich działania pomogły Ukrainie uzyskać niepodległość od Związku Radzieckiego. Według Arela „trudno było ustalić”, czy konkretne elementy dywizji brały udział w zbrodniach, ale powiedział, że do czasu, gdy oddział Hunki dotarł na front, niemieckie działania związane z Zagładą Żydów w tym rejonie już się zakończyły. Zaznaczył jednak, że SS „Galizien” było zamieszane w zabijanie polskich cywilów. W swoich wspomnieniach Hunka nazwał Wehrmacht „mistycznymi niemieckimi rycerzami”.
Po zakończeniu II wojny światowej Hunka jako cywilny przesiedleniec osiedlił się w Wielkiej Brytanii i dołączył do Stowarzyszenia Ukraińców w Wielkiej Brytanii. W 1951 roku poślubił Margaret Ann Edgerton (1931–2018), a para wyemigrowała do Kanady trzy lata później, osiedlając się w Toronto, gdzie wychowali dwóch synów, Martina i Petera, jednocześnie aktywnie działając w lokalnej społeczności ukraińskiej. Po ukończeniu szkoły technicznej Hunka pracował w przemyśle lotniczym, ostatecznie zostając inspektorem w zakładach de Havilland. Na emeryturze nadal aktywnie udzielał się w społeczności ukraińskiej; jego synowie założyli Fundusz Badawczy im. Jarosława i Margaret Hunki na Uniwersytecie Alberty, aby promować badania naukowe o podziemnej działalności ukraińskiego Kościoła greckokatolickiego w czasach sowieckich. 20 sierpnia 2004 roku Hunka został wyróżniony tytułem Honorowego Obywatela Miasta Brzeżany na Ukrainie przez Radę Miasta Brzeżany. W 2007 roku Kongres Ukraińsko-Kanadyjski przyznał Hunce i kilku innym byłym członkom SS „Galizien” Medal za Zasługi.
Hunka publikował teksty na internetowym blogu prowadzonym przez stowarzyszenie weteranów SS „Galizien” w latach 2010 i 2011. W 2022 roku udał się do Greater Sudbury, aby zaprotestować przeciwko rosyjskiej inwazji na Ukrainę. Opisując sytuację na Ukrainie, Hunka powiedział dla CTV News, że „zniszczenia są po prostu niewiarygodne, a odbudowa zajmie lata, […], ale Ukraina wygra i Bóg błogosławi Ukrainie, a ja modlę się o to”. Od 2023 roku mieszkał w North Bay w Ontario. 6 lutego 2024 roku Tarnopolska Rada Obwodowa przyznała Hunce Odznakę „Za zasługi dla regionu tarnopolskiego” za jego znaczący osobisty wkład w pomoc Siłom Zbrojnym Ukrainy, aktywną działalność charytatywną i publiczną, a także z okazji 112. rocznicy urodzin przywódcy ukraińskich nacjonalistów Jarosława Stećki.

### Postępowanie z podejrzanymi o zbrodnie wojenne w Kanadzie
W latach bezpośrednio po II wojnie światowej liberalna polityka imigracyjna Kanady umożliwiła osiedlenie się w kraju wielu domniemanym nazistowskim zbrodniarzom wojennym. Szczególnie duża liczba byłych żołnierzy SS „Galizien” (w stosunku do ich całkowitej liczby) wyemigrowała do Kanady ze Zjednoczonego Królestwa, gdzie byli przetrzymywani jako jeńcy wojenni. Chociaż w Kanadzie istniała polityka odmawiania wjazdu byłym żołnierzom formacji wojskowych III Rzeszy, członkowie tej jednostki zostali z niej wyłączeni decyzją rządu z 1950 roku.
W 1985 roku rząd Kanady powołał Komisję Deschênesa w celu zbadania twierdzeń, że Kanada stała się azylem dla nazistowskich zbrodniarzy wojennych. Końcowy raport komisji został opublikowany pod koniec 1986 roku w dwóch częściach. Stwierdzał, że nazistowscy zbrodniarze wojenni faktycznie imigrowali do Kanady, a w niektórych przypadkach nadal tam mieszkają. Zalecono także zmiany w prawie karnym i obywatelskim, aby umożliwić Kanadzie ściganie zbrodniarzy wojennych. Druga część końcowego raportu, która dotyczy zarzutów wobec konkretnych osób i zawiera załącznik zawierający listę 240 osób podejrzanych o zbrodnie wojenne, nigdy nie została upubliczniona. SS „Galizien” stanowiło istotny przedmiot śledztwa; zgodnie z raportem „oskarżenia o zbrodnie wojenne przeciwko członkom Dywizji „Galizien” nigdy nie zostały udowodnione”.
Kanada następnie uchwaliła ustawodawstwo dotyczące zbrodni wojennych, zmieniając swój Kodeks karny tak, aby umożliwić kanadyjskim sądom orzekanie w sprawach zbrodni wojennych i zbrodni przeciwko ludzkości popełnionych poza terytorium Kanady. Jedynym człowiekiem, który został oskarżony na podstawie tego prawa za swoje działania podczas II wojny światowej, był Imre Finta, uniewinniony w 1990 roku. W 1994 roku, po kilku podobnych sprawach, w których zarzuty zostały wycofane, Kanada oświadczyła, że nie będzie już ścigać nazistowskich zbrodniarzy wojennych.

### Kanadyjska odpowiedź na wojnę rosyjsko-ukraińską
Po rosyjskiej inwazji na Ukrainę w lutym 2022 roku Kanada nałożyła sankcje na Rosję i wysłała wsparcie militarne na Ukrainę. Ważnym elementem propagandy Rosji uzasadniającej agresję była rzekoma „denazyfikacja” Ukrainy. 8 maja 2022 roku premier Kanady Justin Trudeau złożył niespodziewaną wizytę w Kijowie, aby spotkać się z prezydentem Ukrainy Wołodymyrem Zełenskim. Zełenski jest z pochodzenia Żydem i wcześniej potępił zorganizowany w Kijowie marsz ku czci SS „Galizien” w 2021 roku; podkreślił wówczas, że „pokonanie nazizmu było zwycięstwem naszego narodu” i wezwał organy ścigania oraz administrację miejską Kijowa do zbadania sprawy. Następnie Zełenski złożył wizytę w Kanadzie 22 września 2023 roku (pierwszą od wybuchu wojny pełnoskalowej wojny z Rosją) i przemawiał w Izbie Gmin.

## Wizyta Wołodymyra Zełenskiego w Izbie Gmin Kanady
Po tym, jak wizyta Zełenskiego została publicznie zapowiedziana, z biurem okręgowym Anthony’ego Roty, przewodniczącego Izby Gmin Kanady, skontaktował się syn Jarosława Hunki, Martin Hunka, mieszkaniec okręgu wyborczego Roty, występując z prośbą, aby jego ojciec był obecny w parlamencie podczas przemówienia. Rota przystał na tę prośbę. Według późniejszego oświadczenia lidera rządu w Izbie Gmin, Kariny Gould, zrobił to bez informowania o tym rządu ani delegacji ukraińskiej.
22 września 2023 roku Rota uhonorował obecność Hunki w Izbie, mówiąc: „Mamy tu dzisiaj w Izbie ukraińsko-kanadyjskiego weterana II wojny światowej, który walczył o niepodległość Ukrainy przeciwko Rosjanom i nadal wspiera jej wojska, nawet w wieku 98 lat”. Rota pochwalił Hunkę, stwierdzając: „Jest ukraińskim bohaterem, kanadyjskim bohaterem i dziękujemy mu za całą jego służbę”. Po peanach Roty Izba Gmin Kanady oddała Hunce dwie owacje na stojąco, do których dołączyli również Zełenski i jego żona.
Premier Justin Trudeau zaprosił Hunkę na wiec w Toronto z okazji wizyty Zełenskiego. Kongres Ukraińsko-Kanadyjski nominował Hunkę do udziału w nim, ale ten nie pojawił się na wydarzeniu.

## Następstwa

### Reakcje
Reakcje na uhonorowanie Hunki były zdecydowanie negatywne i wywołały międzynarodowe protesty. Centrum Studiów nad Holokaustem im. Szymona Wiesenthala stwierdziło, że „zbrodnie przeciwko ludzkości popełnione przez oddział Hunki w czasie Holokaustu są dobrze udokumentowane” i potępiło SS „Galizien” jako „odpowiedzialną za masowe mordy niewinnych cywilów [popełnione] z niewyobrażalnym poziomem brutalności”, odnosząc się do takich wydarzeń, jak masakra polskich cywilów w Hucie Pieniackiej w 1944 roku. W oświadczeniu wydanym 24 września Rota wziął na siebie odpowiedzialność za zaproszenie Hunki na ceremonię, stwierdzając, że „szczególnie chce złożyć najgłębsze przeprosiny społecznościom żydowskim w Kanadzie i na całym świecie” i przyjąć „pełną odpowiedzialność” za incydent. Ann-Clara Vaillancourt, rzeczniczka premiera Trudeau, nazwała przeprosiny Roty „tym, co należało zrobić” i potwierdziła odpowiedzialność Roty za zaproszenie Hunki na ceremonię.
Premier Trudeau powiedział: „To błąd, który głęboko zawstydził parlament i Kanadę” oraz przeprosił prezydenta Zełenskiego. Lider opozycji Pierre Poilievre nazwał to „największym dyplomatycznym wstydem” w historii Kanady.
Wydarzenie to odnowiło zainteresowanie tematem postępowania z podejrzanymi o zbrodnie wojenne, którzy wyemigrowali do Kanady i doprowadziło do wezwań do odtajnienia drugiej części raportu Komisji Deschênesa. Kanadyjski polityk i obrońca praw człowieka Irwin Cotler, który był głównym doradcą Kanadyjskiego Kongresu Żydowskiego w Komisji Deschênesa, powiedział w imieniu Centrum Praw Człowieka Raoula Wallenberga: „Choć przeprosiny są konieczne i mile widziane, rodzą one szersze pytanie. W jaki sposób Jarosław Hunka, znany nazistowski zbrodniarz wojenny, w ogóle dostał się do Kanady? Jak to możliwe, że nigdy nie został pociągnięty do odpowiedzialności?”.
27 września tymczasowy prorektor Uniwersytetu Alberty ogłosił zamknięcie Funduszu Badań Naukowych Hunki i zwrócenie około 30 000 dolarów kanadyjskich synom Hunki, stwierdzając, że uniwersytet „uznaje i żałuje niezamierzonych szkód”.
Natomiast Prezydent Ukraińskiej Federacji Narodowej Kanady bronił Hunki i stwierdził, że nie ma nic złego w tym, że parlament Kanady oklaskuje człowieka, „który walczył za swój kraj”, chociaż przyznał, że w tych okolicznościach „mogło to nie być słuszne”. Kongres Ukraińsko-Kanadyjski stwierdził w oświadczeniu, że istnieją „trudne i bolesne zagadnienia we wspólnej historii społeczności, które zamieszkały na Ukrainie” i stwierdził, że uznaje, iż „ostatnie wydarzenia, które wyniosły te zagadnienia na pierwszy plan, spowodowały ból i udrękę”. Prezydent Zełenski nie skomentował incydentu.
Po tym wydarzeniu wielu użytkowników Twittera udostępniło fałszywe zdjęcie rzekomego ukraińskiego znaczka pocztowego z wizerunkiem Hunki, w tym ambasada Rosji w Wielkiej Brytanii. Według Jamesa L. Turka rosyjskie odpowiedzi miały na celu nadanie większej wiarygodności prowadzonej przez Federację Rosyjską wojnie na Ukrainie. Nazwał skandal „kopalnią złota dla rosyjskich propagandystów”. Według Marcusa Kolgi z Instytutu Macdonalda-Lauriera skandal ten miał na celu zniszczenie reputacji Kanady na arenie międzynarodowej, a Rosja zamierza wzmocnić ten efekt za pomocą propagandy.
W dniach bezpośrednio po skandalu kilku neonazistów złożyło kwiaty na pomniku SS „Galizien” w Oakville w Ontario. W mediach społecznościowych podziękowali Hunce i powiedzieli, że dywizja walczyła, aby bronić Europy przed „azjatycko-komunistyczną zarazą”. Działania te zostały potępione przez organizacje żydowskie, które ponowiły żądania zburzenia pomnika.
W przemówieniu wygłoszonym 5 października 2023 roku na dorocznym spotkaniu Klubu Wałdajskiego prezydent Rosji Władimir Putin stwierdził, że fakt, iż Hunka był oklaskiwany przez prezydenta Zełenskiego, jest „znakiem nazizacji Ukrainy” i „właśnie dlatego konieczne jest denazyfikacja Ukrainy”. Następnie powiedział, że Rota „w zasadzie wrzucił do jednego worka nazistowskich kolaborantów, oddziały SS i dzisiejsze ukraińskie wojsko”, co „tylko potwierdza tezę [Rosji], że jednym z celów [Rosji] na Ukrainie jest denazyfikacja”. Poproszona o komentarz wicepremier Kanady Chrystia Freeland odpowiedziała, że Putin skutecznie „wykorzystuje [ten] błąd”, wezwała kanadyjską opinię publiczną do ostrożności wobec rosyjskiej propagandy i „bardzo, bardzo mocnego odrzucania wszystkiego, co mówi Władimir Putin”, a także powtórzyła, że działania powodujące uznanie Hunki w parlamencie były „strasznym błędem”.
W następstwie kontrowersji rodzina Hunki musiała się ukrywać w swoim rodzinnym mieście North Bay i nie odpowiedziała na prośby o wywiad. Jedynie synowa Hunki została zacytowana słowami, że jej rodzina była „zszokowana tym, co się stało”; według przyjaciela rodziny, nie wiedzieli wcześniej, że Hunka zostanie publicznie przedstawiony przez spikera Izby i spodziewali się jedynie, że „będzie w tym samym pokoju” co prezydent Zełenski.

### Rezygnacja Roty i wniosek Izby
26 września Anthony Rota ogłosił swoją rezygnację z powodu kontrowersji wywołanych skandalem. Dzień wcześniej liderka rządu w Izbie Karina Gould złożyła wniosek o usunięcie uhonorowania Hunki z oficjalnych skryptów posiedzenia. Wniosek wywołał ożywioną debatę i nie uzyskał niezbędnego jednomyślnego poparcia. 26 września Izba Gmin jednogłośnie przyjęła wniosek Yves’a-François Blancheta o „całkowite potępienie nazizmu we wszystkich jego formach” i wyrażenie „pełnej solidarności ze wszystkimi ofiarami nazizmu, byłymi i obecnymi”. Wniosek potępił również zaproszenie skierowane do Hunki i formalnie wycofał jego uhonorowanie przez Izbę.

### Dyskusje na temat ekstradycji
26 września polski minister edukacji narodowej Przemysław Czarnek oświadczył w poście na Twitterze, że podjął kroki w kierunku możliwej ekstradycji Hunki. W poście Czarnek napisał: „Wobec skandalicznych wydarzeń w kanadyjskim parlamencie polegających na uhonorowaniu w obecności także prezydenta Zełenskiego członka zbrodniczej, hitlerowskiej formacji SS Galizien, podjąłem kroki w kierunku ewentualnej ekstradycji tego człowieka do Polski. Czarnek zwrócił się następnie do Instytutu Pamięci Narodowej o pilne zbadanie, czy Hunka był poszukiwany za „zbrodnie przeciwko Narodowi Polskiemu i Polakom pochodzenia żydowskiego”.
20 października Komitet Śledczy Federacji Rosyjskiej w oświadczeniu poinformował, że oskarżył Hunkę o „ludobójstwo ludności cywilnej na terytorium Ukraińskiej SRR podczas Wielkiej Wojny Ojczyźnianej”, stwierdzając, że Hunka i inni członkowie dywizji zabili „co najmniej 500 obywateli ZSRR” w Hucie Pieniackiej. W oświadczeniu stwierdzono również, że śledczy rozważają wydanie międzynarodowego nakazu aresztowania Hunki.